# 7605 Cindygraber
7605 Cindygraber è un asteroide della fascia principale. Scoperto nel 1995, presenta un'orbita caratterizzata da un semiasse maggiore pari a 3,1499949 UA e da un'eccentricità di 0,0793392, inclinata di 25,85211° rispetto all'eclittica.